# فدراسیون فوتبال گویان
فدراسیون فوتبال گویان (به انگلیسی: Guyana Football Federation) نهاد حاکم فوتبال در گویان است. این فدراسیون بر فعالیت تیم ملی فوتبال گویان نظارت دارد.